# Heterocampa varia
Heterocampa varia är en fjärilsart som beskrevs av Walker 1855. Heterocampa varia ingår i släktet Heterocampa och familjen tandspinnare. Inga underarter finns listade i Catalogue of Life.